# 이주형 (예술가)
이주형(李宙亨, Rhee Joohyeong, 1974 ~ , 충남 논산)은 대한민국의 시각예술가이자 대학교수이다. 2000년 서울대학교를 졸업하고 2004년 서울에서 첫 개인전을 열었다. 2010년 성곡미술관에서 '내일의 작가상'을 수상했으며, 2014년부터 한남대학교 회화과 교수로 재직 중이다. 2019년에 독일 Staatliche Akademie der Bildenden Künste Karlsruhe (칼스루에 예술아카데미)에서 방문 연구원으로 활동하였으며, 2022년에 갤러리박영에서 개인전 '깊은 구지(Deep Valley)'를, 2023년에 제주현대미술관 1평미술관에서 개인전 '문곡(問谷)'을 개최하였다. 대전문화재단 자문위원이었으며, 현재 고암미술문화재단(이응노미술관) 이사이다. 그의 작업은 63스카이아트미술관, 국립현대미술관 미술은행, 대전시립미술관, 성곡미술관, 양주시립장욱진미술관 등에 소장되어 있다.